# Biserica de lemn din Ban

Biserica de lemn din Ban, foto Leontin Ghergariu, anii 1930

Pridvorul bisericii

Portalul intrării

Biserica de lemn din Ban, greco-catolică, dedicată Sfinților Arhangheli Mihail și Gavril, a fost ridicată în anul 1726 în localitatea omonimă din județul Sălaj de un binecunoscut meșter de biserici sălăjean, Freanț Nicoară din Agrij. Monumentul este astăzi dispărut, însă trăsăturile lui cunoscute indică o asemănare foarte mare cu alte biserici sălăjene precum cele din Mal și Fildu de Sus.

## Istoric
Momentul ridicării bisericii a fost însemnat într-o pisanie săpată în lemnul bisericii. Textul ei a fost cules și fotografiat de Leontin Ghergariu înainte de dispariția bisericii și are următorul conținut: „Să se știe și aceasta cine au fost meșteri acestei sfinte biserici anume Frenț Nicoară din Agrij iară unul din Chendre a Petri Brudului ficior Gligorie. Iară să să știe și aceasta cine au fost preut bisericii aceștia anume Popa Petru atunci vinit de la Fechetău (Negreni). Anul Domnului 1726”. Biserica de lemn din Ban a fost demolată pe la mijlocul secolului 20 după ce fusese înlocuită de o biserică de zid.

## Trăsături
Biserica de lemn a fost ridicată pe deal, în capătul de răsărit al satului, din lemne groase de stejar. Era încheiată în cheotori netede, în partea mai jos de console, iar pereții erau ridicați drepți, din bârne cioplite în patru fețe. Meșterii ei călători au fost sălăjenii Freanț Nicoară din Agrij și Gligorie a Petri Brudului din Chendrea, care au semnat și biserica de lemn din Fildu de Sus un an mai târziu. Aceasta din urmă se păstrează și astăzi și, chiar dacă a fost semnificativ modificată pe la mijlocul secolului 19, ne dă încă o imagine destul de apropiată a celei din Ban.
Biserica de lemn din Ban avea încăperile tradiționale caracteristice unui lăcaș de cult ardelean, cu tindă și biserică cuprinse într-un dreptunghi alungit între est și vest, de 8 m lungime și 4 m lățime, la care se adăuga un pridvor spre miazăzi de circa un metru lățime, pe 7 stâlpi, deschis spre bătătura bisericii. Intrarea în tindă se făcea prin pridvor, pe latura de sud. Altarul era mai îngust decât corpul bisericii și încheiat în cinci laturi. Din imagini se remarcă tratarea decorativă a stâlpilor pridvorului, al portalului de la intrare, brâul care înconjura biserica, toate foarte asemănătoare celor întâlnite la Fildu de Sus.
Biserica din Ban nu se deosebea de majoritatea celorlalte biserici sălăjene în ceea ce privește interiorul. Acesta avea o tindă îngustă și întunecoasă, tăvănită pe sub tălpile turnului. Naos era boltit și luminat prin o singură fereastră măruntă pe latura de sud. Tinda și naosul erau, conform tradiției secolului 18, despărțite de un perete cu o ușă în el. Spre altar erau, după cum ne informează Leontin Ghergariu, numai două uși, un aspect arhaic îndelung păstrat în bisericile de lemn ale Sălajului. Altarul era luminat de fereastra obligatorie spre răsărit și o fereastră spre sud.
Turnul scund, cu un mic foișor pentru clopote și fleșa înaltă, era ridicat pe tălpi peste tindă și pridvor.
Lângă biserică se putea vedea în prima jumătate a secolului 20 o mică clopotniță pe patru stâlpi, desigur secundară.